# مرل ویتویین
مرل ویتویین (انگلیسی: Merel Witteveen؛ زادهٔ ۱۲ مهٔ ۱۹۸۵) قایقران قایق بادبانی اهل پادشاهی هلند است.